# Цветков, Глеб Николаевич
Глеб Николаевич Цветков (27 июня 1922, Тирасполь — 2 декабря 1996, Киев) — советский и украинский исследователь истории международных отношений и внешней политики СССР и США, в 1972 году — доктор наук, награждён Серебряной медалью ЮНЕСКО. Кавалер орденов Трудового Красного Знамени, в 1944 году — Красной Звезды, «Знак почета», 18 медалями СССР и медалями Болгарии, Ганы и Монголии, лауреат премии АН УССР имени Дмитрия Захаровича Мануильского, в 1982 году — Заслуженный деятель науки УССР.

## Биография
Участник Второй мировой войны в 1941-45 годах. Участвовал в Параде Победы на Красной площади 24 июня 1945 года.
В 1952 году окончил факультет международных отношений Киевского государственного университета имени Тараса Шевченко. Почти полвека работал в университете.
В 1955 году защитил диссертацию, кандидат исторических наук. После этого работает преподавателем.
С 1960 года по 1962 год — декан факультета для иностранных граждан, 1962—1973 гг. — проректор университета по международным связям.
Был инициатором восстановления факультета международных отношений, возглавлял его в 1972-7198 гг. и 1980—1984 годах.
В 1972 защитил докторскую диссертацию: «Политика США в отношении СССР в 1930-х годах».
В 1981-85 годах — член Исполнительного комитета ЮНЕСКО от УССР, награждён Серебряной медалью ЮНЕСКО.
Является основателем школы международников в СССР.
В день своей смерти закончил написание статьи о внешнеполитических приоритетах независимой Украины.
Скончался 2 декабря 1996 года, похоронен на Байковом кладбище Киева.

## Труды
Опубликовано около 300 его работ, из них:
- «Шестнадцать лет непризнания. Политика США по отношению к Советскому государству в 1917—1933 гг.»
- «СССР и США 40 лет дипломатических отношений»
- «СССР и США: отношения, влияющие на судьбы мира»
- «Международные отношения и внешняя политика в 1917—1945 гг.: Учебное пособие»